# Amphiroa nodulosa
Amphiroa nodulosa é o nome botânico de uma espécie de algas vermelhas pluricelulares do gênero Amphiroa.
São algas marinhas encontradas no Atlântico, na Colômbia e Venezuela.

## Sinonímia
Não apresenta sinônimos.